# Murat Didin
Kamil Murat Didin (Istanbul, 19 marzo 1955) è un ex cestista e allenatore di pallacanestro turco.

## Biografia
È laureato in ingegneria civile, mentre la moglie Sibel è una ex-giocatrice di pallacanestro.

## Carriera
La sua carriera da head coach inizia nel 1982 all'Ankara DSİ Sports Club vincendo subito il campionato di seconda divisione: il debutto nella massima serie avviene l'anno successivo allenando il Güney Sanayii. Al termine di questa esperienza rimane per un biennio alla guida dell'Hortaş Yenişehir (ottenendo un'altra promozione nella massima serie) e per due quadrienni rispettivamente al Beslen e al Kolejliler Ankara. Durante questo periodo ha guidato anche la nazionale cadetti, juniores e under-22 della Turchia. Didin a livello di club esordisce in campo internazionale nel 1994, anno in cui viene ingaggiato dal Fenerbahçe: con la formazione gialloblu gioca la Coppa d'Europa, vincendo anche una supercoppa (Presidency Cup) in ambito nazionale. Nel 1996 approda al Kombassan Konyaspor, con cui raggiunge i quarti di finale della Coppa Korać 1998 uscendo contro la Stella Rossa Belgrado per differenza canestri. L'annata successiva è alle redini del Pınar Karşıyaka. Il periodo che va dal 1999 al 2002 è quello che coincide con la vittoria dello scudetto turco: il suo Ülkerspor batté l'Efes Pilsen 4-2 nella serie finale, conquistando così il titolo di campione di Turchia. Nel frattempo fa il suo debutto anche in Eurolega, nell'edizione 2001-02.
Nel dicembre 2002 Didin inizia la prima esperienza all'estero, approdando cioè in Italia: a dicembre viene infatti chiamato alla guida dei Crabs Rimini, che al momento erano in prossimità della zona-retrocessione del campionato di Legadue. L'annata si chiuse con una salvezza ottenuta alla penultima giornata, risultato che contribuì a convincere la dirigenza riminese a rinnovare il contratto del coach turco anche per l'anno seguente, chiuso a sua volta con l'eliminazione ai quarti di finale dei play-off. Didin esordisce poi nel campionato tedesco allenando gli Skyliners Francoforte (impegnati anche in Eurolega), nella stagione 2004-05: la squadra arrivò fino alla gara decisiva per l'assegnazione dello scudetto (con la serie finale in bilico sul 2-2) ma la sconfitta col punteggio di 68-64 premiò il Bamberg.
Torna in patria nel 2005 e vi rimane fino al 2007, ingaggiato dal Beşiktaş Cola Turka: durante questo biennio la squadra si qualifica entrambe le volte per i play-off, ma esce rispettivamente in semifinale e nei quarti di finale. Terminata la parentesi col Beşiktaş con risoluzione consensuale del contratto, l'allenatore fa ritorno a Francoforte per la sua seconda esperienza sulla panchina degli Skyliners: anche in questo caso le due stagioni culmineranno con l'eliminazione nelle semifinali (2008) e quarti di finale (2009) dei play-off.

## Palmarès

### Allenatore
- Campionato turco: 1

Ülkerspor: 2000-01
- Coppa del Presidente: 3

Fenerbahçe: 1994
Ülkerspor: 2001, 2002